# 酒埠江镇
酒埠江镇，是中华人民共和国湖南省株洲市攸县下辖的一个乡镇级行政单位。

## 行政区划
酒埠江镇下辖以下地区：
江北社区、东田社区、社田村、白石冲村、柘双村、酒仙湖村、慈联村、黄竹村、木联村、大芹村、联塘村、普安桥村和大田村。